# 日本三國
『日本三國』（にっぽんさんごく）は松木いっかによる漫画作品。『マンガワン』（小学館）にて2021年11月24日から、『裏サンデー』（同）では同年12月1日から連載されている。

## あらすじ
令和末期、衰退した日本は世界で起きた核戦争の影響で多くの難民が流入し、そこからCOVID-19を超えるウイルスの猛威や東北大震災を超える大震災、悪政、重税に飢饉の影響で民衆の暴力革命が起き国体は崩壊し、人口は10分の1以下まで減り文明は明治時代初期のレベルまで落ちた上に大和、武凰、聖夷の3つの国に分裂することとなった。そこからおよそ1世紀の時を経た大和歴56年、大和の愛媛郡に生まれ育った三角青輝を軸に日本再統一の物語が幕を開ける。

## 登場人物

### 大和
三角 青輝（みすみ あおてる）
大和歴41年、大和の愛媛郡で生まれ育った青年。幼くして両親を失い、両親の知人である図書館館長・東町信人の庇護の元で育てられ、図書館で文字と旧文明の知識に地図設計技能を身に付け、若くして愛媛郡の司農官となった。妻である小紀が内務卿・平殿器の指示で処刑された際、その復讐を決意。激昂して感情的に暴力で反撃することを思い留まり、理屈で平を説き伏せ元凶となった税吏を平に処断させたのち、小紀の埋葬を済ませると小紀が生前青輝に残した言葉に従い上阪し、そこで阿佐馬芳経との出会いを経て、農政改革の提議書を以て龍門光英への仕官「登龍門」を果たす。弁が立ち理路整然と人に対するため義父・東町信人には頭かっちかちの屁理屈男と評されていた。趣味はマッピング。髪型は七三分け。喫煙者。
東町 小紀（ひがしまち さき）
大和歴40年、愛媛郡出身。青輝の幼馴染で年齢は一つ上。感情的な面があり喧嘩っぱやく自重が利かない。青輝と結婚したのち、内務卿・平殿器の巡察があった際、同行していた税吏の横暴な多重徴税行為に反撃したため、税吏の讒訴で翌朝処刑された。享年16歳。生前、青輝の智謀が三つに分かたれた日本の再統一に役立つと青輝に発言し、小紀の死後青輝が大和の辺境将軍・龍門光英に仕官するきっかけとなった。
東町 信人（ひがしまち のぶひと）
青輝の義理の父であり、幼くして両親を失った青輝を引き取り育てた人物。愛媛郡立図書館の館長を務める。青輝と小紀の結婚式から数日後、病で死去。感情で動く小紀のことを最後まで案じていた。
阿佐馬 芳経（あさま よしつね）
大和歴39年、和歌山郡出身。母親に英才教育を受けて育ったがゆえに母親をママと呼び極度のマザコンであり、その母の伝記を書いている。大和建国の功臣かつ名門、阿佐馬家宗家の嫡子。周囲の者たちからは「ツネちゃんさん」と呼ばれている。自身の力で三国時代を終わらせ国民すべてから尊敬を受ける存在になるという上昇志向と承認欲求が強く武技に秀でているが他者を見下し、上位に立とうとするため人前では大和の標準語である関西弁ではなく、東の言語を用いてしゃべり自身がより聡明であるかに見せようとするなどの振舞をしている。青輝とは安宿で邂逅し、ひと悶着の末同道して登龍門に挑み、武力で龍門光英の膝を地に付け登龍門を果たした。青輝の二つ年上。髪型は禿。

#### 大和政府
藤3世（ふじさんせい）
大和歴33年、大阪都生まれ。先帝・藤2世の側室の3男であり、内務卿の平殿器が父である藤2世を毒殺し対抗勢力を駆逐したのち帝に擁立され、4歳にして帝位に就いた。国家元首の地位にあるものの、即位の経緯と皇后の平皇后が平殿器の一女であるため、政権を運営する権力は平殿器が握っているため傀儡に等しい存在。
平 殿器（たいら でんき）
大和の内務卿。大和歴5年、大阪都出身。大和建国前からの豪族、平家の人物で大和の帝である故藤2世、現帝・藤3世の外戚。妹が皇后として嫁いだ藤2世を毒殺したのち、藤3世を擁立して自身の娘を嫁し大和の国政を牛耳り自身が国家であると言い放つ。体躯は肥満であり自身をデブと言われることを最も嫌い、僅かでも嫌な思いをすると関係者を即処断するなど横暴かつ凶悪な独裁者。愛媛郡滞在中に連れていた税吏に反抗した小紀を処断し、青輝が三國統一のために仕官するきっかけを作った人物。
平美弘（たいら　よしひろ）
愛知郡の郡司。2話に登場。大和暦57年、武凰が進軍してきた際、兵に責任転嫁したことを己の統率不足と龍門に指摘され龍門を農民上がりの芋臭いハゲと罵る。
黒柳 幸羽（こくりゅう ゆきはね）
平殿器の衛尉。学がなく、知っている字は十字にも満たない。
豊田 鮪（とよた まぐろ）
平殿器の軍師。青輝の妻・小紀が処刑され、青輝がその遺骸を受け取り平殿器を説得し、元凶の税吏に復讐した場にも居合わせた人物。将棋や蹴鞠などの遊びにも精通している。極度の潔癖症であり、常に石鹸を持ち歩いている。
龍門 光英（りゅうもん みつひで）
大和の辺境将軍。大和歴5年、兵庫郡出身。左目に眼帯をしており、その眼帯の下の目は17歳の折に100名を超える賊を仲間数名と討伐した際に射られて失明している。この功績で生野県司に就任し24歳の頃、評判を聞き及んだ大和の先帝・藤2世に召し出され辺境将軍に就任し、数々の戦を勝利に導いた高潔で文武に秀で誰もが尊敬の念を抱く人物。2話で描かれた長篠の戦いにおいても約2万の圧倒的兵数差を不可能と思われた奇襲で武凰の総大将・島田弘政を自身の手で討ち取り勝利した。通天閣にある彼の邸宅で行われる仕官採用試験を果たして仕官が叶うことは「登龍門」と呼ばれている。
賀来 泰明（かく やすあき）
大和歴27年、大阪都出身。辺境将軍隊の軍師。大阪都の代々貧民の家柄の出であり貧家ゆえに教育を受けられなかったが幼い頃より大人相手に博打に勤しみ、勝った金で家計を潤す傍ら書物を手に入れ勉学に励んだ。21歳のころ龍門の辺境での仕事ぶりに感銘を受け「登龍門」を志し採用された。決して失敗しないと評価され、龍門や属員の信頼も厚い。龍門に付き従い丸眼鏡を装着している。髪型は総髪。
長嶺 士遼（ながみね しりょう）
左中将。辺境将軍・龍門光英とは主従の仲。方言は薩摩弁。
菅生 強（すごう ごう）
右中将。辺境将軍・龍門光英とは主従の仲。好物は角砂糖だが、妻からは「一日一個」と制限されている。
加田 道一（かだ どういつ）
軍医令。辺境将軍・龍門光英とは主従の仲。
平 汐莉（たいら しおり）
大和暦40年、大阪都出身。天満王・平殿器の娘。生母は後妻の宇垣紗恵で、夫は阿佐馬家・嫡子の阿佐馬芳経である。無官ではあるものの、平殿器の後継者を望む声も多い。

### 武凰
島田 弘政（しまだ ひろまさ）
武凰の征西将軍。2話にて1万人余りの兵を率いて大和の愛知郡下吉田へ侵攻。大和の3万人の兵を破り、投降した生き残りの兵を吸収して総勢2万7千人の兵で長篠の新東名高速道路に布陣するも、龍門光英率いる20人の兵の奇襲で討ち取られる。

## 登場する用語・設定

### 国家
大和
首都は大阪都。最高統治者は大和帝（平殿器が王位に即位してからは天満王が最高統治者となり、大和帝は象徴とされた）。政体は君主制を敷いており主たる農業は耕種と畜産。人口約460万人（うち将36万・官6万）。国の領域はほぼ旧愛知県から西の旧関西・西日本（旧沖縄を除く）。なお、聖夷占領後には北陸地域を領土として獲得した。

武凰
首都は小田原都（旧神奈川県）。最高統治者は武凰帝。政体は君主制を敷いており主たる農業は耕種と畜産。人口約317万人（うち将20万・官4万）。国の領域は旧岐阜県から旧関東・東北は旧宮城県までの太平洋側。
聖夷→奥和
聖夷ー首都は聖籠都（旧新潟県）。最高統治者は大統領。政体は共和制を敷いており主たる農業は牧畜・耕種であり、加えて狩猟。人口約194万人（うち将18万・官6千）。国の領域は旧石川県から北の日本海側と旧岩手県・北海道。
奥和ー首都は霞城都（旧山形県）。最高統治者は大統領とされているが実質的な最高為政者は天満王。大和暦60年に発生した第3次聖夷西征から起こる大和との戦争により、奥和の前身国家である聖夷が大和によって首都・聖籠が占領され、聖夷政府は無条件降伏した。占領軍が聖夷政府・軍部の解体され、親大和政権が樹立された。大和暦62年に国号が「奥和」に改められる。政体は共和制を敷いている。主要産業は聖夷時代と変わらないとみられているが、北陸部領土（旧加賀省、能登省、越中省、聖籠省、佐渡省）を大和に割譲される。戸籍人口は約280万人（うち将兵24万・官4万）。実質的に大和の傀儡国であり、大和とは講和条約と同時に安全保障条約を調印する。これにより、奥和国内の大和軍の駐留が行われることとなった。
渤海国
詳細は不明。現在の満州地域、沿海州の一部地域に存在する国家であると考えられている。大和国内には渤海使館が存在し、渤海国との外交を行っている。
琉球国
詳細は不明。現在の沖縄本島を中心とする琉球列島に存在する国家であると考えられている。大和国内には琉球使館が存在し、琉球国との外交を行っている。

## 書誌情報
- 松木いっか 『日本三國』小学館〈裏少年サンデーコミックス〉、既刊6巻（2024年11月12日現在）
  1. 2022年3月15日発行（2022年3月10日発売[7][8]）、ISBN 978-4-09-851030-6
  2. 2022年7月24日発行（2022年7月19日発売[9]）、ISBN 978-4-09-851206-5
  3. 2022年12月17日発行（2022年12月12日発売[10]）、ISBN 978-4-09-851448-9
  4. 2023年6月17日発行（2023年6月12日発売[11]）、ISBN 978-4-09-852016-9
  5. 2024年7月11日発売[12]、ISBN 978-4-09-853298-8
  6. 2024年11月12日発売[13]、ISBN 978-4-09-853709-9

## PV
2022年7月19日の2巻発売日に作品PVがYouTubeのマンガワン公式チャンネルにて公開された。
- 【PV】『日本三國』裏少年サンデーコミックス

## 舞台版
2025年7月25日から8月3日までシアターHにて上演。脚本・演出は西田大輔。

### キャスト
- 三角青輝 - 橋本祥平
- 阿佐馬芳経 - 赤澤燈
- 賀来泰明 - 平野良
- 菅生強 - 山本一慶
- 長嶺士遼 - 宇野結也
- 平殿継 - 松原大、田中暖真（Wキャスト）
- 東町小紀 - 田野優花
- 輪島桜虎 - 佐藤日向
- 閉伊弥々吉 - 吉満寛人
- 長尾武兎惇 - 安藤夢叶
- 九羅亜輝威 - 青柳塁斗
- 龍門光英 - 松田賢二
- 平殿器 - 宮下雄也
- アンサンブル - 書川勇輝、本間健大、田上健太、白崎誠也、田中廉、若林佑太、宮﨑聡美、宮原理子

### スタッフ
- 原作 - 松木いっか[14]
- 脚本・演出 - 西田大輔[14]
- 音楽 - こおろぎ[14]
- 舞台監督 - 中西輝彦、牧野剛千[14]
- 美術 - 松本わかこ[14]
- 照明 - 大波多秀起[14]
- 音響 - ヨシモトシンヤ[14]
- 映像 - O-beron inc.[14]
- 衣裳 - 八重樫伸登[14]
- ヘアメイク - 西村裕司[14]
- 小道具 - 平野雅史[14]
- 演出助手 - 佐久間祐人[14]
- 演出補佐 - 梅澤良太[14]
- 宣伝美術 - 山下浩介[14]
- カメラマン - 神ノ川智早[14]
- 制作 - DisGOONie[14]
- 主催 - 舞台『日本三國』製作委員会[14]